# Nia Vardalos
Antonia Eugenia Várdalos, (Winnipeg, 24 de Setembro de 1962) é uma atriz, guionista (roteirista) e produtora de cinema canadense. Indicada ao Oscar de Melhor roteiro Original e ao Globo de Ouro de melhor atriz em comédia ou musical pelo filme Casamento Grego.
Vardalos é de ascendência grega e é conhecida sobretudo pela sua participação no filme Casamento Grego.
Nia era casada com o ator Ian Gomez, que em My Big Fat Greek Wedding (Casamento Grego) fazia o papel de Mike, o amigo de Ian (John Corbett), que era o par romântico de Toula(personagem de Nia) no filme. Os dois se divorciaram em 2018. A atriz detém dupla nacionalidade desde 1999, tendo adotado a nacionalidade norte-americana.

## Filmografia
- Casamento Grego 2... Toula (2016)
- Para se Divertir, ligue...Rachel (2012)
- Falando Grego... Georgia (2009)
- I Hate Valentine's Day... Guyneveve (2009)
- A Wilderness of Monkeys... (2007)
- Connie e Carla... Connie (2004)
- Casamento Grego... Toula (2002)
- Doce Romance... Jennifer (1999)
- Short Cinema... (1998)
- Men Seeking Women... Iris (1997)
- No Experience Necessary... Sheila (1996)

Como diretora
- I Hate Valentine's Day (2009)

Como produtora
- Connie e Carla (2004)

Como escritora
- Larry Crowne (2011) - junto com Tom Hanks
- Casamento Grego (2002)
- Connie and Carla (2004)

## Séries
Como atriz
- Falando Grego (2009)
- Drop Dead Diva (2009)
- Curb Your Enthusiasm - Interior Decorator (12/Novembro/2000)
- Grey's Anatomy (2012) - 1 episódio (S08E12)
- Jane the Virgin (2014-2019)